# Stench Point
Der Stench Point ist eine markante Landspitze, welche den westlichen Ausläufer von Zavodovski Island im Archipel der Südlichen Sandwichinseln markiert. Sie liegt südlich des Acrid Point.
Wissenschaftler der britischen Discovery Investigations mit der RRS Discovery II benannten das Kap 1930 als West Bluff. Diese wurde zur Vermeidung von Benennungsdopplungen in die heute geläufige Form geändert, die seit 1971 durch das UK Antarctic Place-Names Committee festgeschrieben ist. Der Name nimmt Bezug auf den Gestank (englisch stench), der von Vulkangasen ausgeht, die an der Westseite der Insel entweichen.